# Насрин Сотудех
Насрин Сотудех (на персийски: نسرین ستوده) е иранска юристка и общественичка.

## Биография
Родена е на 30 май 1963 година в Техеран в семейство от средната класа. Завършва международно право в Университета „Шахид Бехищи“, след което работи по международноправните спорове между Иран и Съединените щати. Ангажира се активно в борбата срещу домашното насилие и смъртните присъди срещу малолетни престъпници. При политическите репресии след изборите през 2009 година е защитник на много опозиционни активисти и през септември 2010 година е арестувана и осъдена на 11 години затвор за пропаганда срещу режима и дейност срещу националната сигурност. В затвора прави две продължителни гладни стачки, освободена е през 2013 година, но отново е арестувана през юни 2018 година.
През 2012 година получава, заедно със сценариста Джафар Панахи, Награда за свобода на мисълта „Сахаров“.